# Abacus: Small Enough to Jail
Abacus: Small Enough to Jail è un documentario del 2016 diretto da Steve James candidato al premio Oscar al miglior documentario.